# Нојенраде
Нојенраде (њем. Neuenrade) град је у њемачкој савезној држави Северна Рајна-Вестфалија. Једно је од 15 општинских средишта округа Меркиш. Према процјени из 2010. у граду је живјело 12.229 становника. Посједује регионалну шифру (AGS) 5962048, NUTS (DEA58) и LOCODE (DE NEV) код.

## Географски и демографски подаци
Нојенраде се налази у савезној држави Северна Рајна-Вестфалија у округу Меркиш. Град се налази на надморској висини од 320 метара. Површина општине износи 54,1 km². У самом граду је, према процјени из 2010. године, живјело 12.229 становника. Просјечна густина становништва износи 226 становника/km².

## Међународна сарадња
| Мјесто     | Држава    | Врста сарадње | Од    |
| ---------- | --------- | ------------- | ----- |
| Динксперло | Холандија | партнерство   | 1984. |
| Извор      |           |               |       |